# Weidenloh

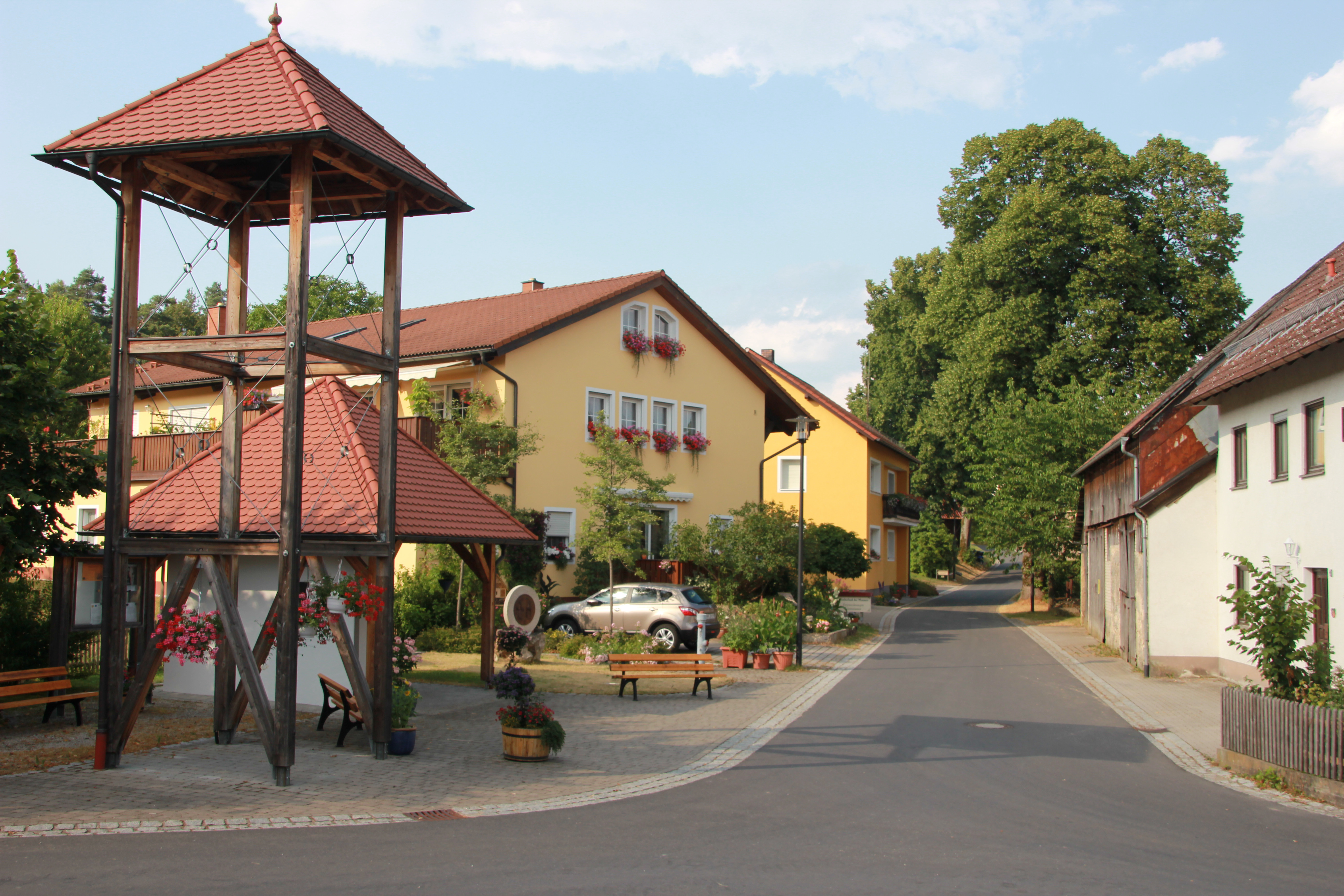
Glockenturm in Weidenloh

Weidenloh ist ein Gemeindeteil der Stadt Pottenstein im Landkreis Bayreuth (Oberfranken, Bayern). Weidenloh liegt in der Gemarkung Kirchenbirkig.

## Lage
Das Dorf liegt 2,5 km südlich von Pottenstein auf der Jurahöhe in der Fränkischen Schweiz.

## Geschichte
Weidenloh wurde vermutlich während der Besiedlung des Radenzgaus durch die Franken im 9. Jahrhundert gegründet. Seine erste urkundliche Erwähnung findet sich in der Gründungsurkunde von Bischof Otto I. von Bamberg für das Kloster Michelfeld 1119. Bis zur Säkularisation gehörte es ununterbrochen zum Hochstift Bamberg, Vogtamt Pottenstein. Kirchlich gehörte das Dorf ab der Ausgründung der Pfarrei Kirchenbirkig 1936 zu diesem neuen Kirchensprengel.
Im Zuge der Gebietsreform in Bayern wurde die Gemeinde Kirchenbirkig 1972 in die Stadt Pottenstein eingemeindet.
Über viele Jahrhunderte hinweg bestand Weidenloh aus sieben Gehöften, einzelne Gehöfte wurden immer wieder verpfändet. Bis zum Ende des Zweiten Weltkrieges zählte das Dorf elf Hausnummern. Das sogenannte Hirtenhaus war unbewohnbar und wurde inzwischen abgerissen.
Im Zuge der Befreiung Deutschlands vom Nationalsozialismus erreichte die amerikanische Armee am Sonntag, den 15. April 1945, auch Weidenloh. Der Abschuss eines amerikanischen Panzerspähwagens mit zwei Soldaten unmittelbar am Dorfeingang führte zu einem Artertilleriefeuer, in dessen Verlauf ein deutscher Soldat in Weidenloh und eine Frau in Kirchenbirkig den Tod fanden. Das Dorf blieb zur Freude der Bewohner verschont.
Im Jahre 2001 fand eine Dorferneuerung mit Neugestaltung des Dorfplatzes am Glockenturm statt. Ende 2019 lebten dort 120 Personen in 38 Häusern.

## Wirtschaftliche Entwicklung
Während das Dorf bis in die 1950er Jahre vollständig von einer bescheidenen Landwirtschaft geprägt war, ist sie heute nur noch in rudimentärer Form im Nebenerwerb vorhanden. Die Bewohner arbeiten heute in der näheren und ferneren Region als Pendler. Der Fremdenverkehr in der Fränkischen Schweiz bietet für viele einen interessanten Nebenerwerb. Mit der Eröffnung des Golfplatzes Pottenstein-Weidenloh im Osten des Dorfes haben die landwirtschaftlichen Grundstücke einen höheren wirtschaftlichen Wert erhalten. Ein Sägewerk im Süden des Dorfes war jahrzehntelang der einzige Gewerbebetrieb. Dieser musste auf Grund der wirtschaftlichen Entwicklung 2014 schließen.

## Leben und Feiern

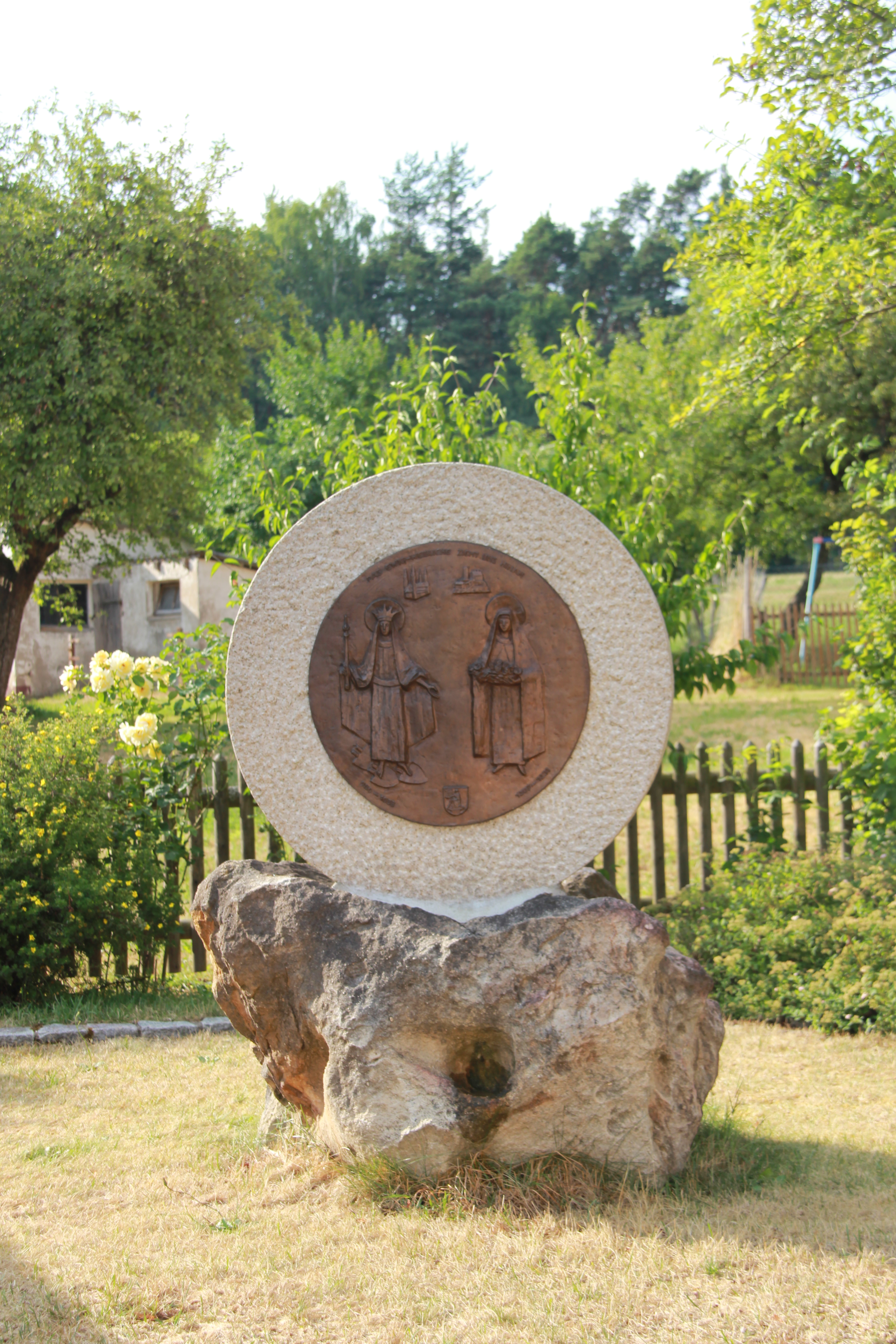
Bronzerelief mit religiösen Figuren in Weidenloh

Das Kirchweihfest wird zusammen mit der Pfarrei Kirchenbirkig begangen; das Johannisfeuer wird aber selbst gestaltet. Am letzten Wochenende im Juli findet das Dorffest statt. Weidenloh ist eine Station für verschiedene Wallfahrten zur Heiligen Dreifaltigkeit in Gößweinstein. Seit einigen Jahren ist der Weg durch das Dorf mit vier Bronzereliefs mit religiösen Symbolen ausgestattet, die vom akademischen Bildhauer Hermann Schilcher aus Oberammergau gestaltet wurden.